# Kitö
Kitö är en ö i Finland. Den ligger i Finska viken och i kommunen Sibbo i den ekonomiska regionen  Helsingfors i landskapet Nyland, i den södra delen av landet. Ön ligger omkring 29 kilometer öster om Helsingfors.
Öns area är 2,68 kvadratkilometer och dess största längd är 2,9 kilometer i sydväst-nordöstlig riktning.